# قطلب منزي
قطلب منزي نوع نباتي شجيري صغير دائم الخضرة من جنس القطلب ينتمي إلى الفصيلة الخلنجية (باللاتينية: Ericaceae).

## الموئل والانتشار

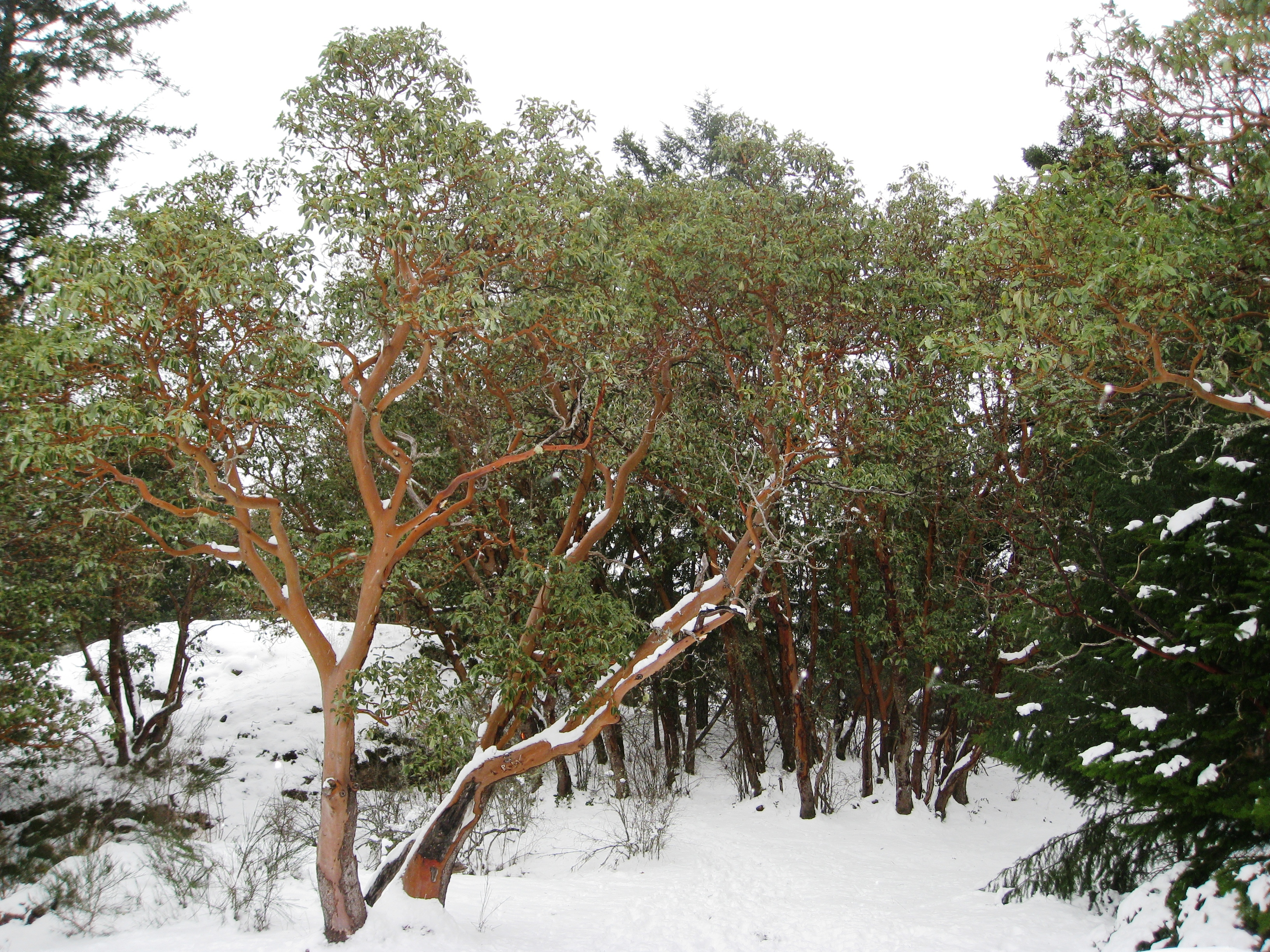
أربوتوس مينزيسي.

موطنه الأصلي الساحل الغربي للولايات المتحدة وجنوب غرب مقاطعة كولومبيا البريطانية في كندا.